# Арчетри

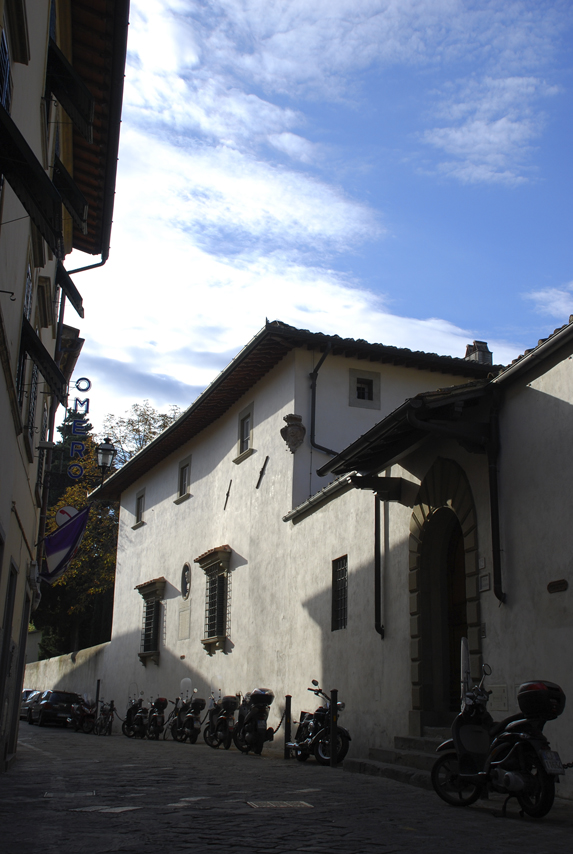
Вилла-музей Галилея

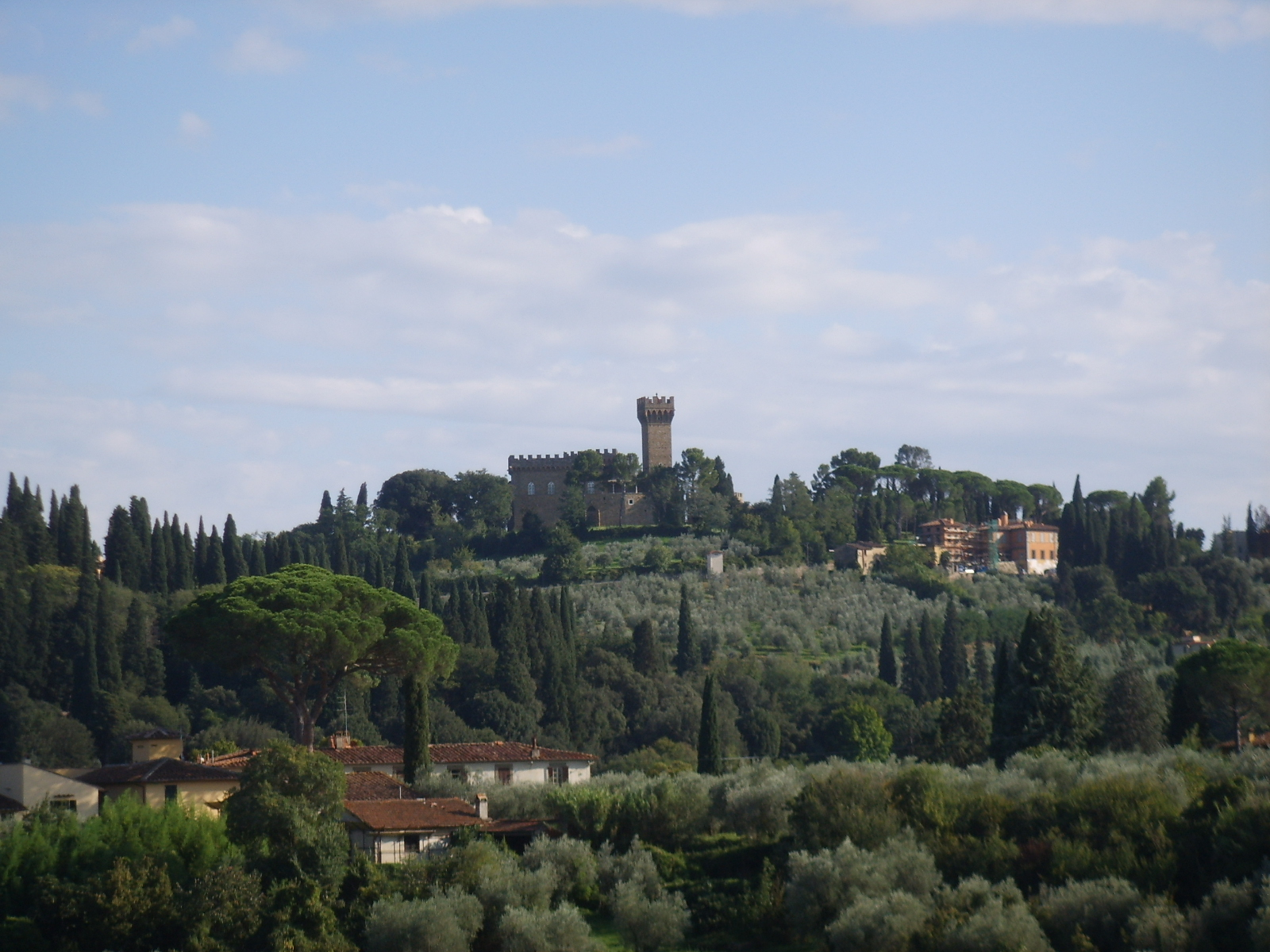
Вид на холмы Арчетри

Арче́три (итал. Arcetri) — посёлок близ Флоренции (Италия), расположенный на холмах в 2 км к югу от города. В XVII веке здесь провёл свои последние годы Галилео Галилей, здесь же при жизни Галилея трудились и его ученики.
Арчетри входит в городскую черту Флоренции, однако фактически является пригородным посёлком, напрямую не граничащим с собственно городской зоной.
Сейчас в Арчетри располагается известная астрофизическая обсерватория.

## Некоторые достопримечательности
- Вилла Джойелло[итал.], ныне дом-музей Галилео Галилея. Подковообразное строение, национализированное в 1942 году и ныне закреплённое за факультетом астрономии Флорентийского университета.
- Башня Torre del Gallo — уцелевшая часть древней крепости.
- Церковь святого Леонардо (Chiesa di San Leonardo in Arcetri), XI век, главный храм района.
- Церковь святого Матфея (Chiesa di San Matteo in Arcetri).
- Вилла, на которой умер Франческо Гвиччардини.

Достопримечательности Арчетри
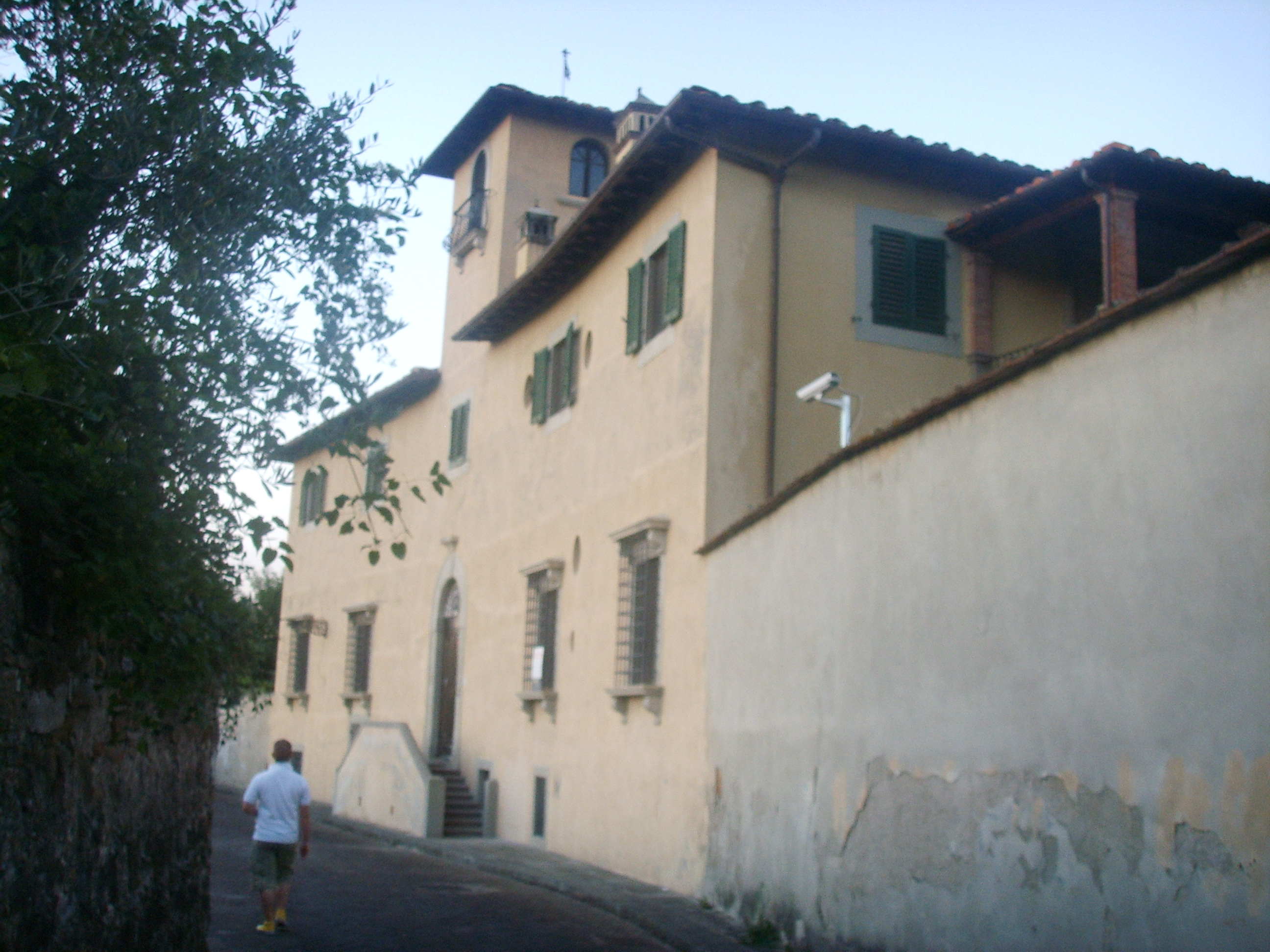
Вилла Галилея
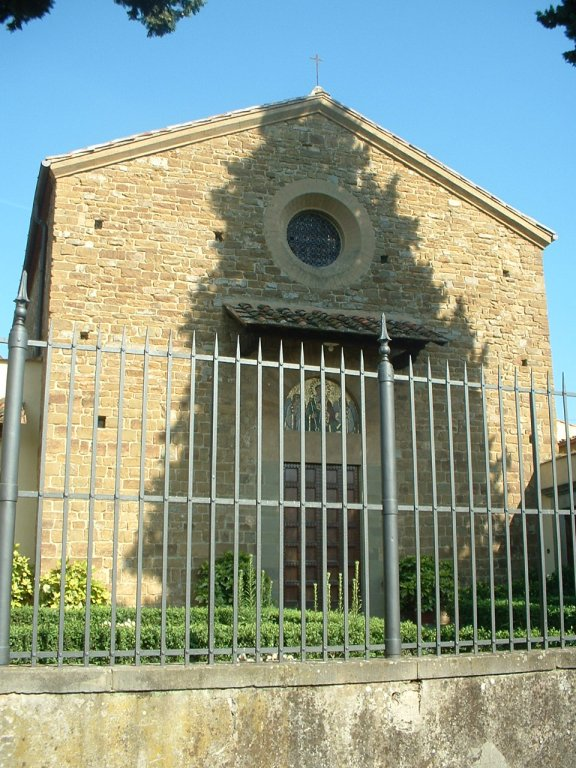
Церковь св. Леонардо
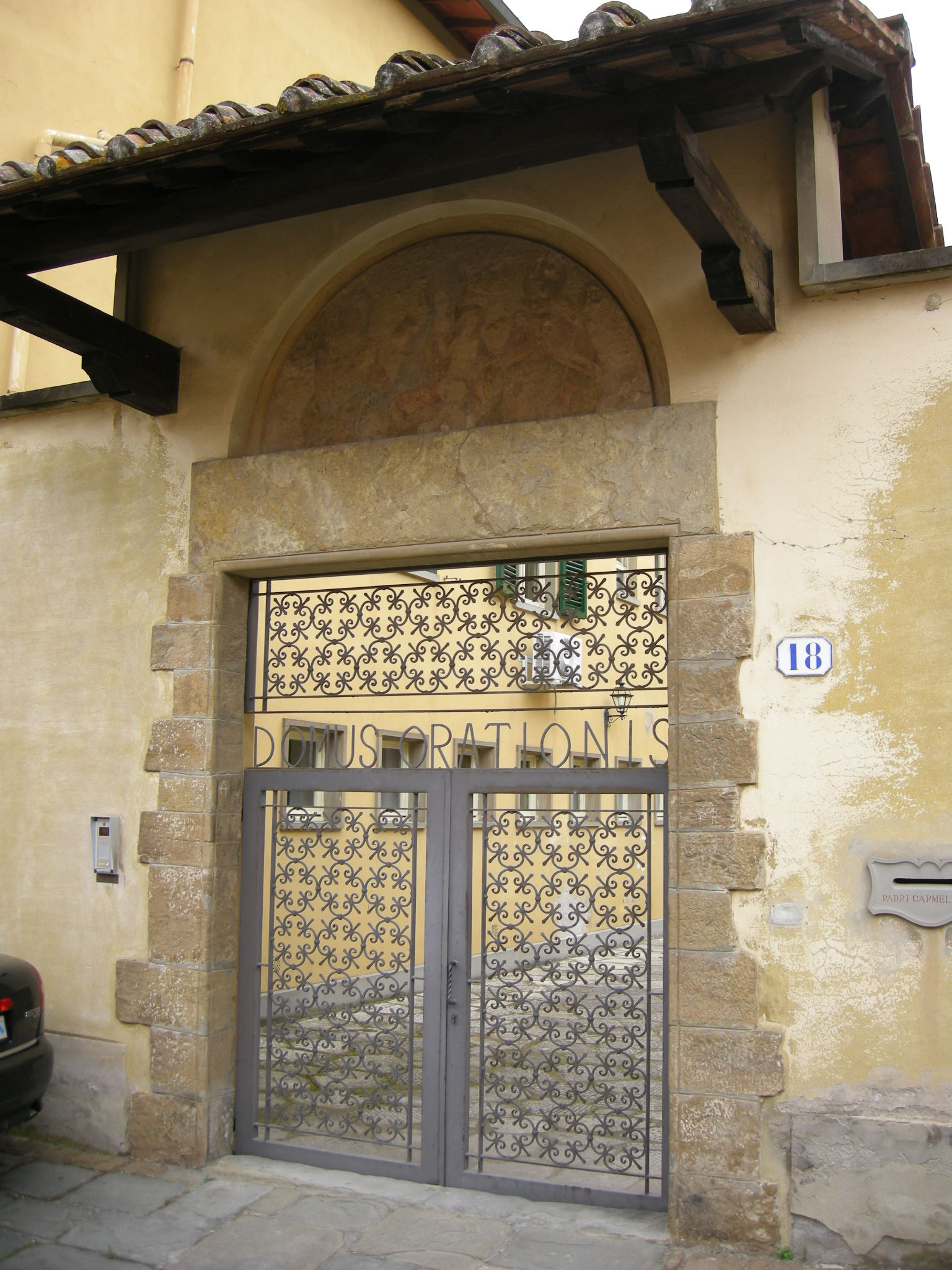
Вход в церковь св. Матфея
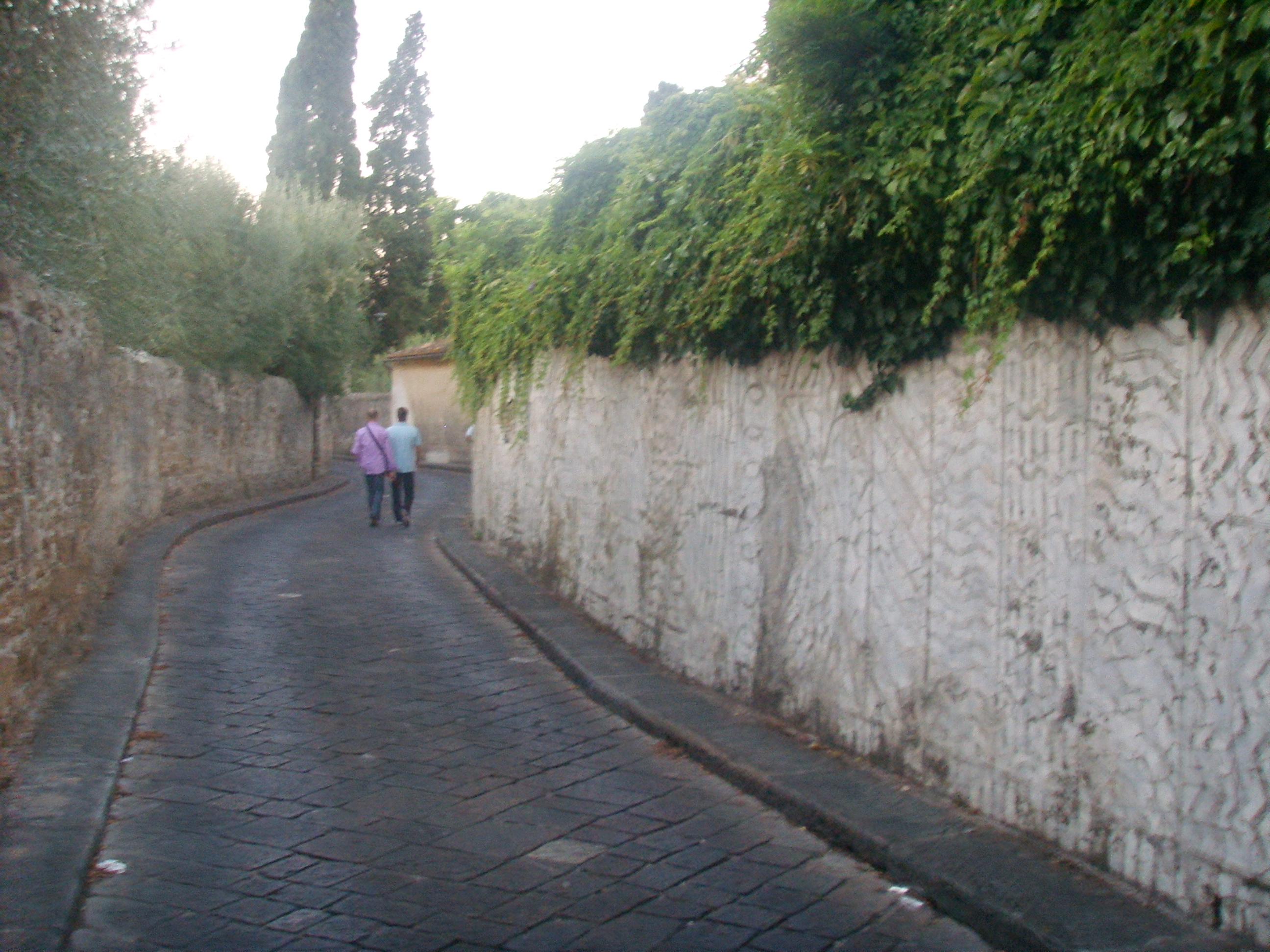
Улица Сан-Леонардо
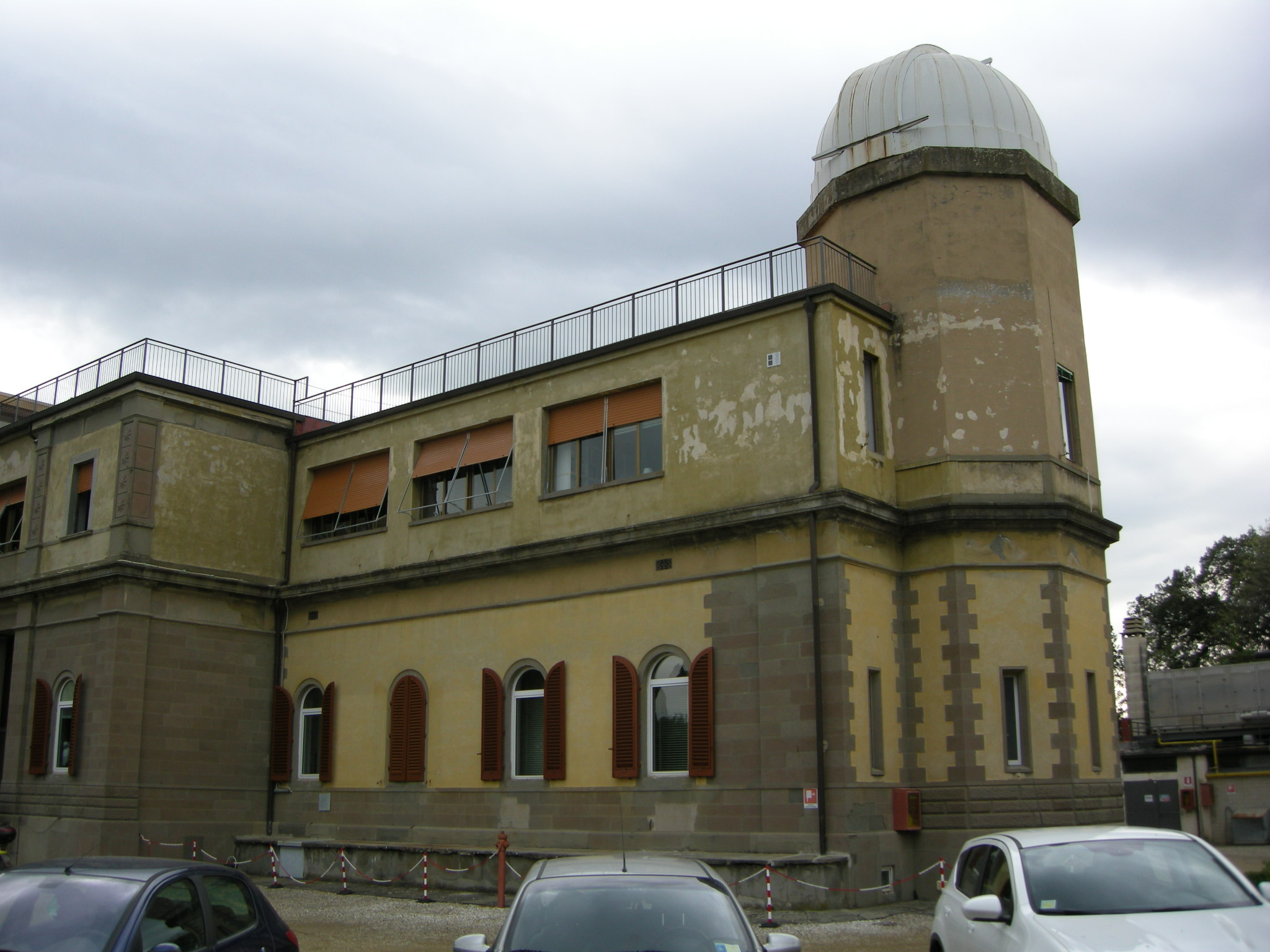
Обсерватория Арчетри